# River Greta (River Derwent)
Der River Greta ist ein 8 km langer rechter Nebenfluss des River Derwent in Cumbria in England. 

## Flusslauf
Den Ursprung des Flusses stellt nahe Threlkeld die Vereinigung des River Glenderamackin und des St John’s Beck dar. Von dort fließt der Fluss nach Westen, wobei er grob der ehemaligen Eisenbahnlinie zwischen Keswick und Penrith folgt. Danach fließt der Fluss durch Keswick, bevor er in den River Derwent mündet, gleich nachdem letzterer aus dem Derwent Water ausfloss.